# シータテハ
シータテハ（C立翅、学名：Polygonia c-album）は、チョウ目タテハチョウ科に分類されるチョウの一種。キタテハによく似たタテハチョウで、ヨーロッパからアジアにかけて広く分布する。

## 成虫の特徴

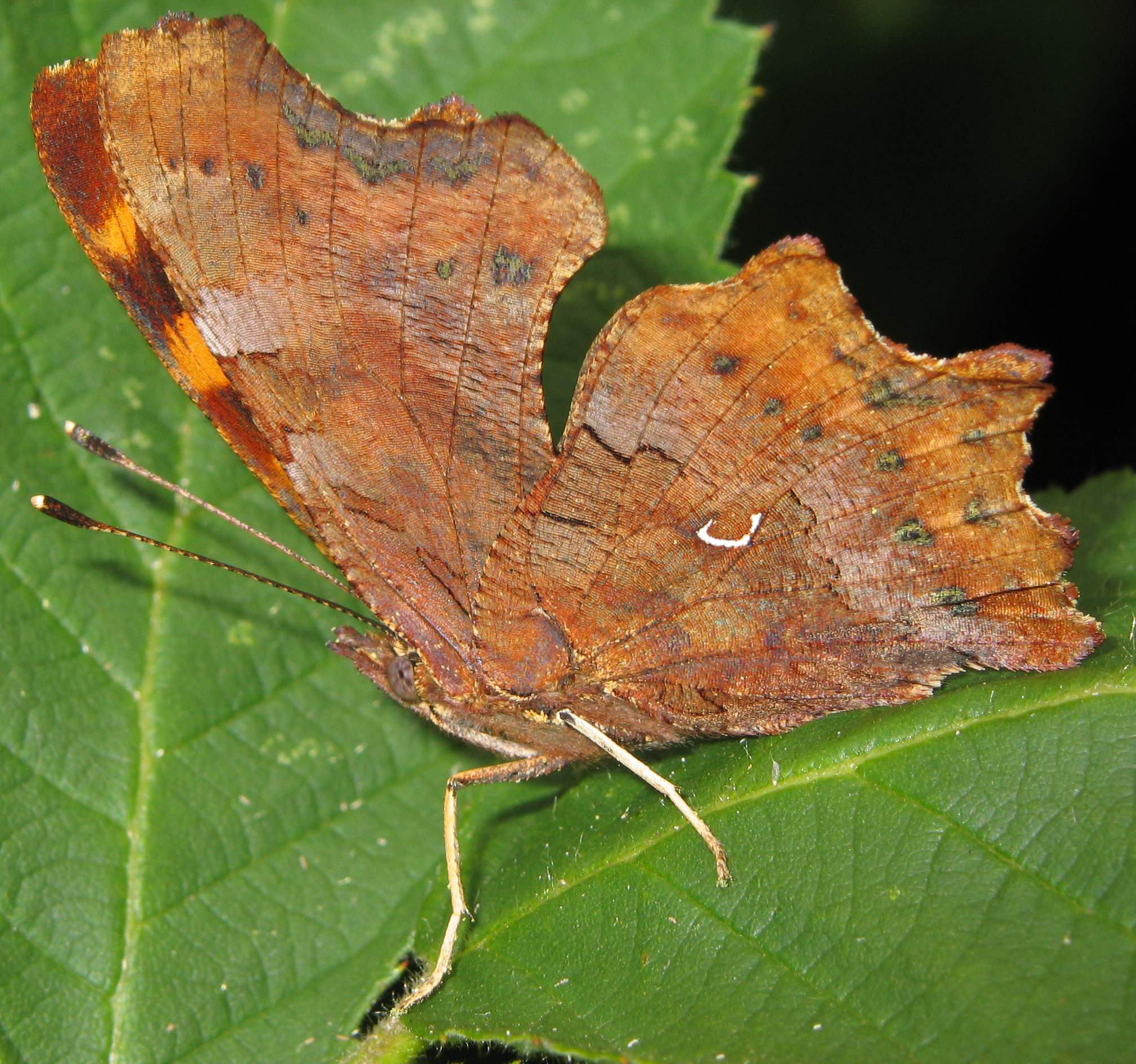
翅の裏。後翅に小さなC字模様がある

成虫の前翅長は2.5cm-3cmほどで、翅の表は黄色の地に黒い斑点と褐色の縁取り、翅の裏は枯葉や樹皮に似た褐色の模様になっている。また、後翅の裏にC字型の模様があり、和名のみならず英名"Comma"、ドイツ語"C-Falter"など各言語でこのC字模様に由来する名前がつけられている。

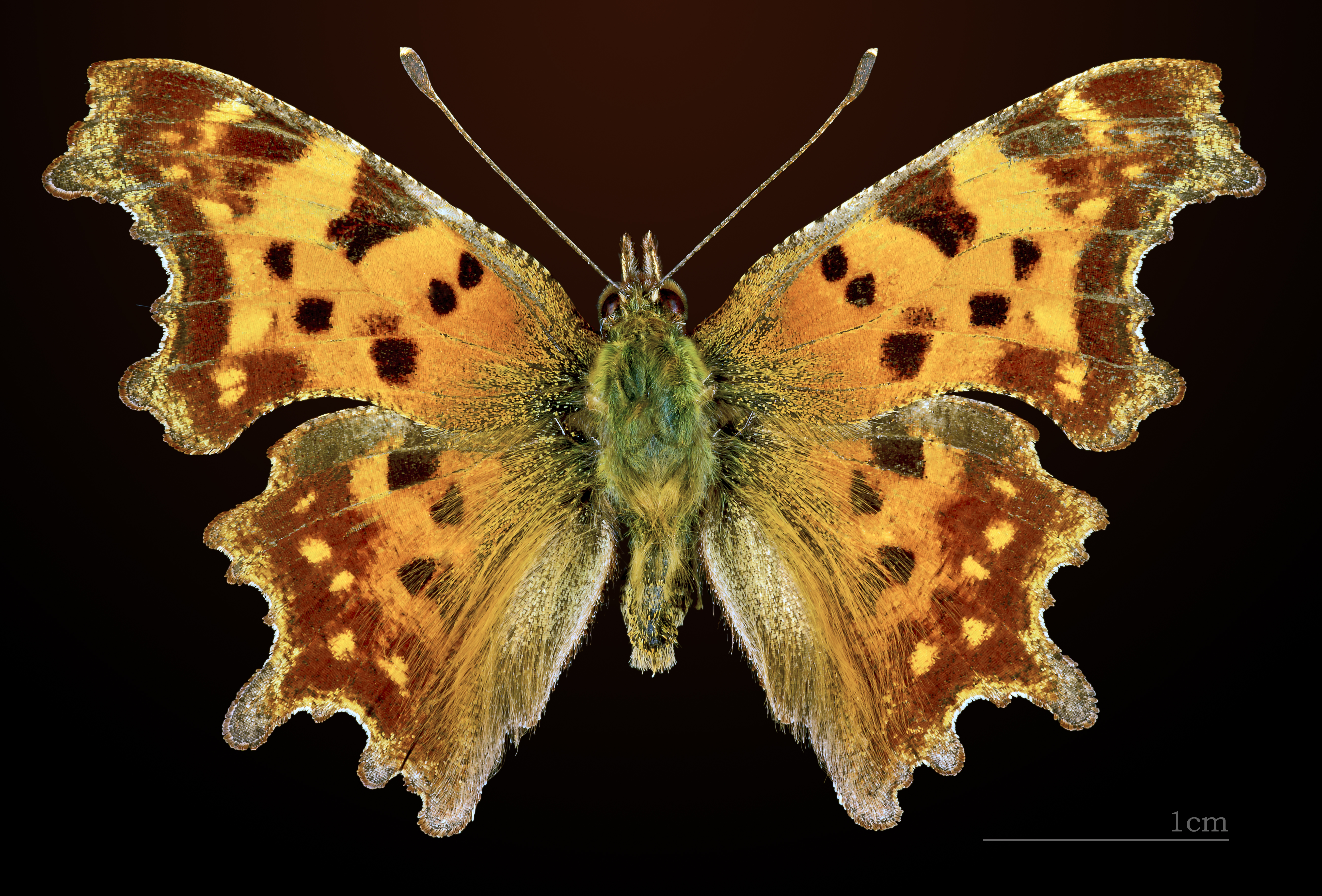
♂
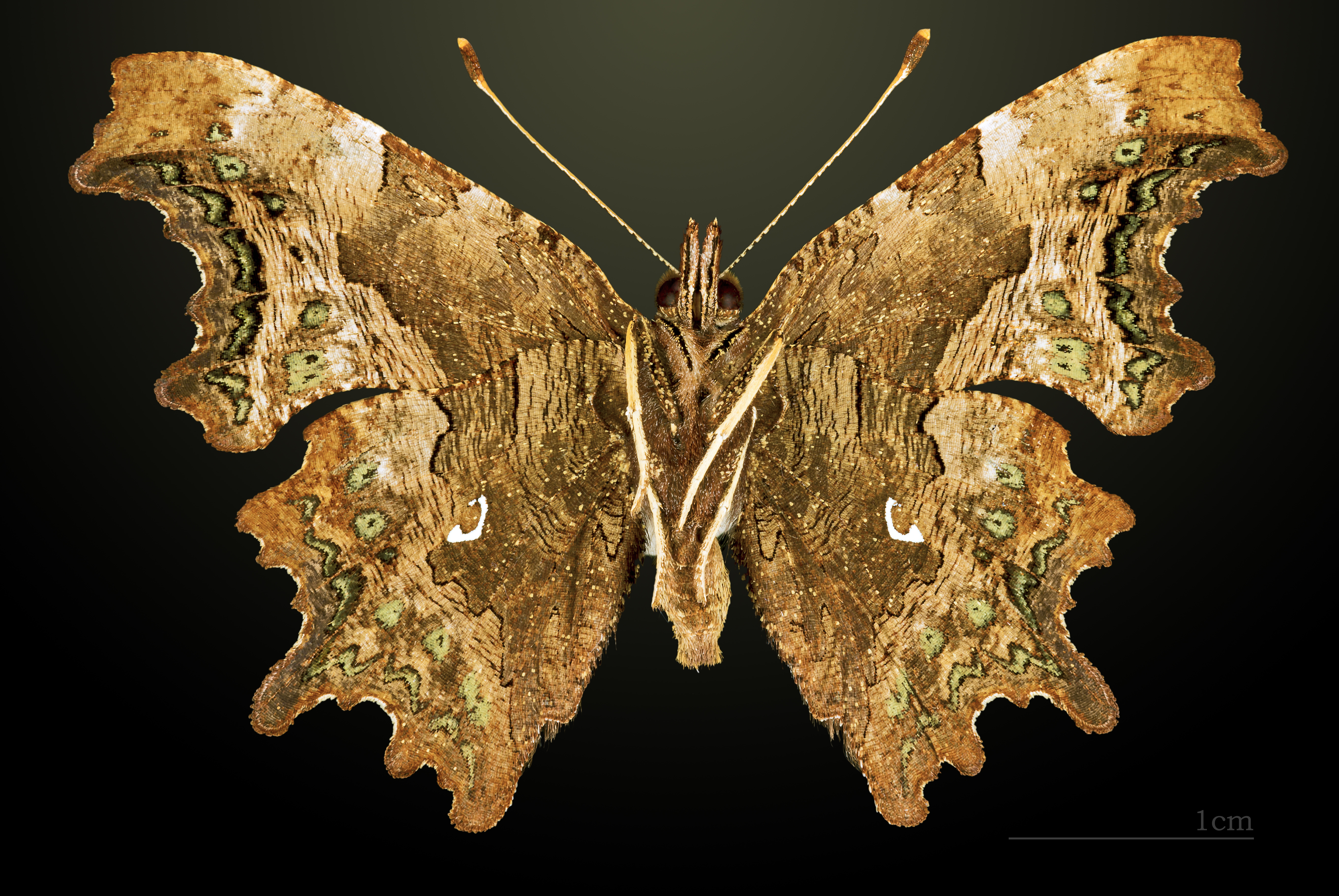
♂ △
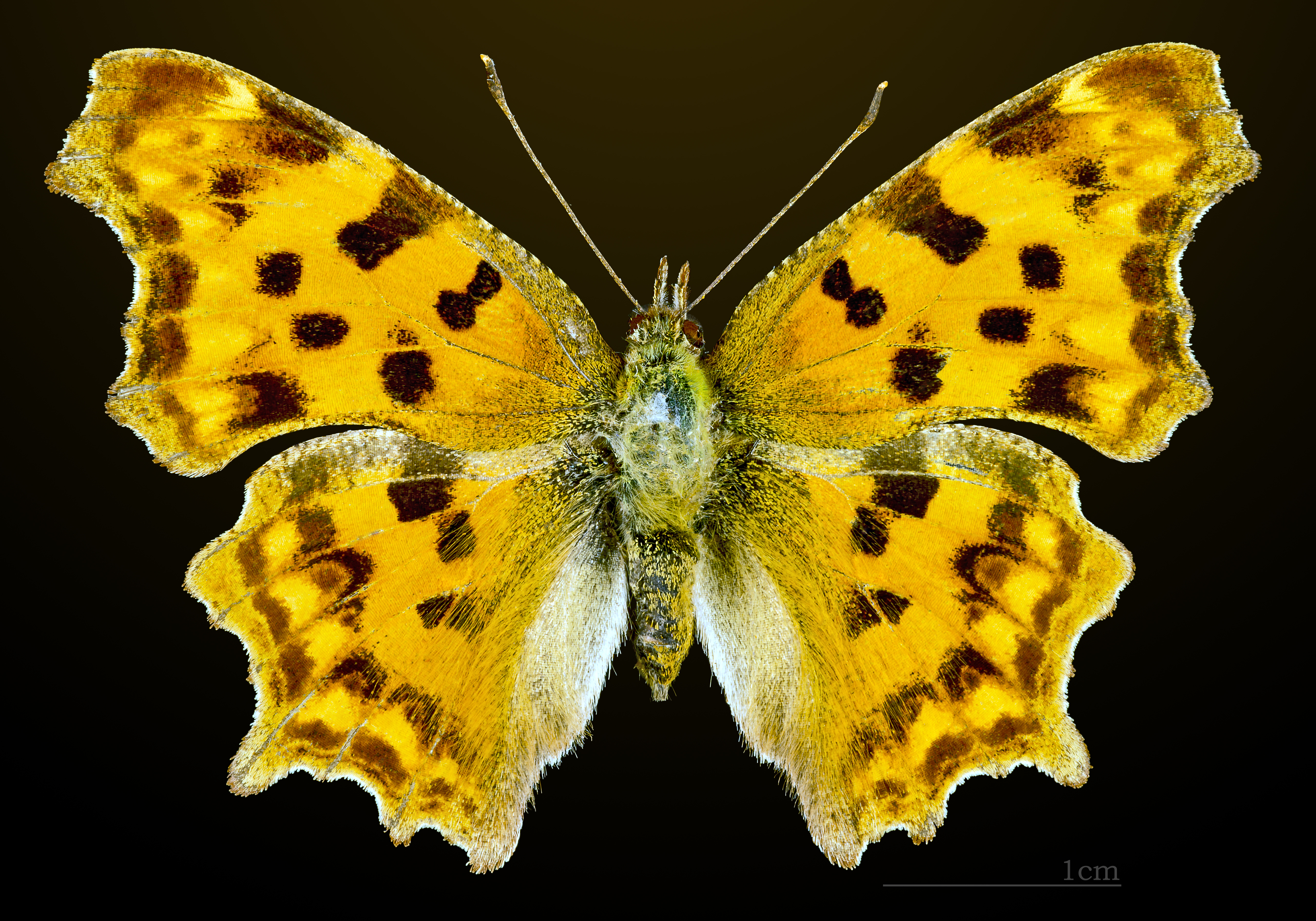
♀
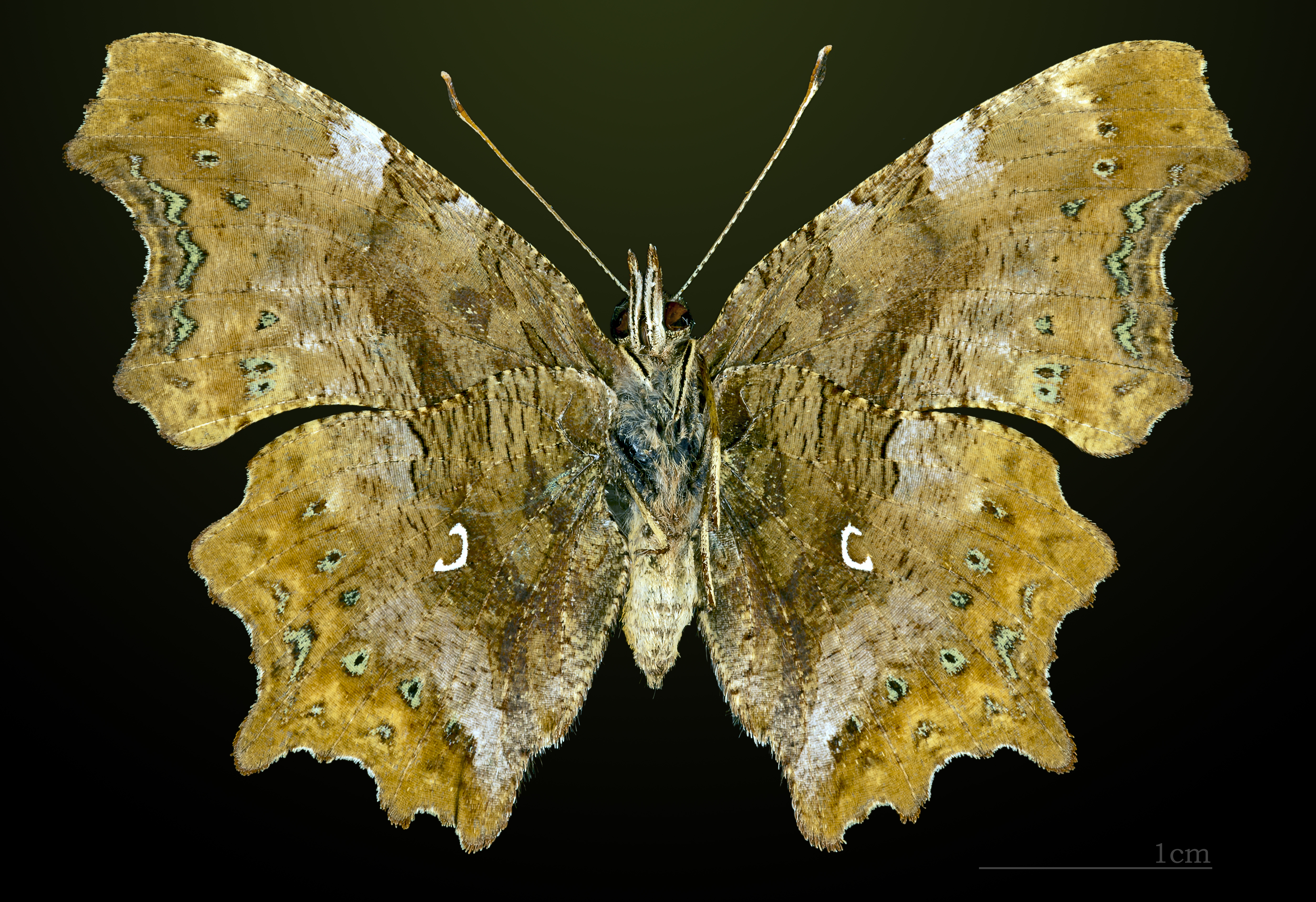
♀ △
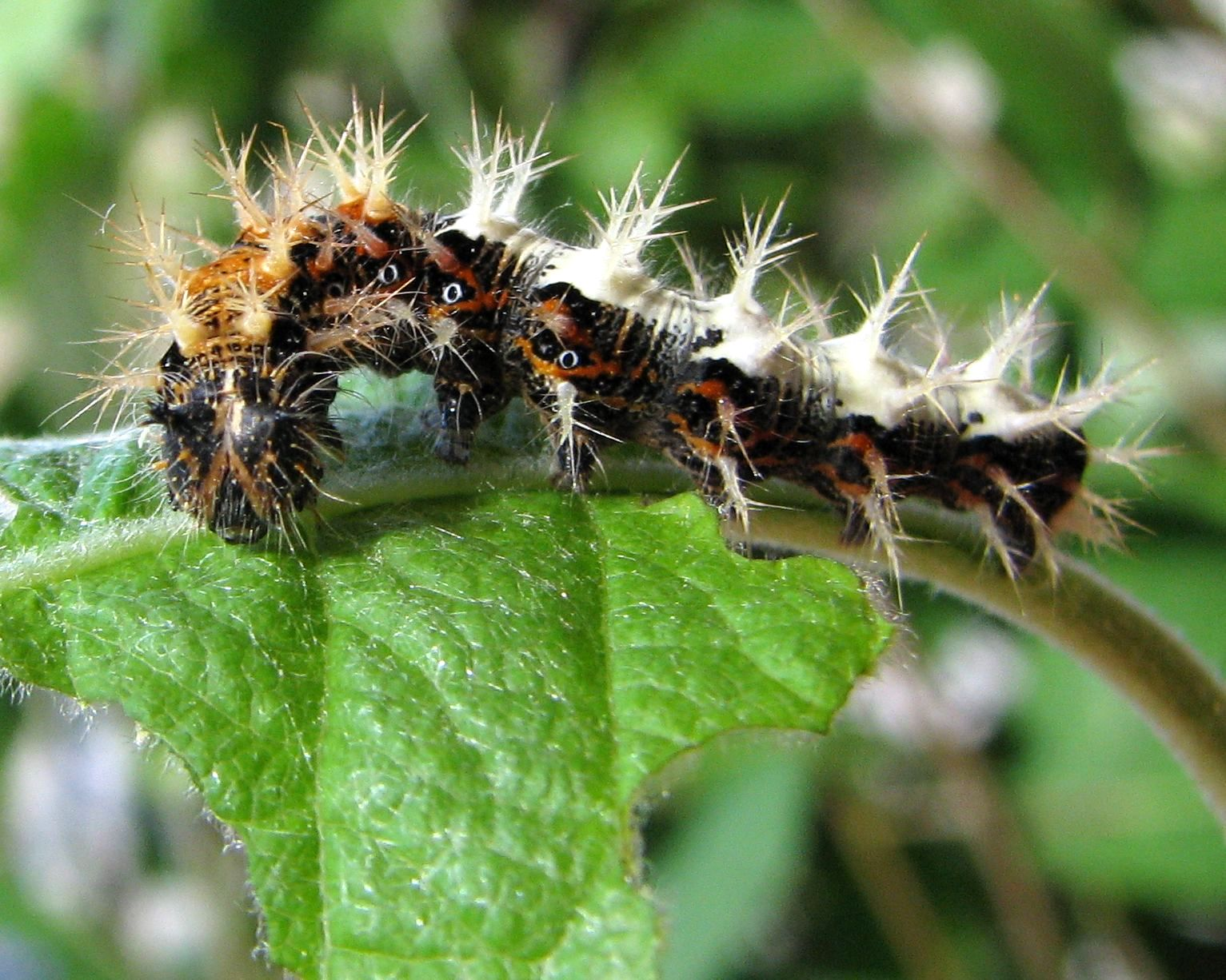
幼生

外見はキタテハによく似ているが、シータテハは翅の縁の切れ込みが深くくっきりしていて、凹凸の先が円い。また、後翅の表にある黒斑に水色の点を含まない。夏型より秋型のほうが切れ込みが深く移動性が強い。
日本では北海道、本州、四国、九州に分布するが、西日本での分布は不連続でやや標高の高い山地に限られ、北方系の種として位置づけられる。いっぽう日本以外ではアジアからヨーロッパまで広く分布しており、ヨーロッパではなじみ深いチョウの一つとされている。また、北アメリカにも近縁種がいる。

## 食草・生活史
成虫は春から秋にかけて見られ、年に2回-3回ほど発生する。冬は成虫で越冬する。
幼虫はアサ科のホップ、エノキ、ニレ科のハルニレ、アキニレなどを食草とする。